# Милка Бабовић
Милка Бабовић (Скопље, 27. октобар 1928 — Загреб, 26. децембар 2020) била је југословенска репрезентативка у атлетици, новинар и спортски коментатор.
Била је чланица АК Младост из Загреба. У репрезентацији Југославије је учествовала 15 година.
Била је вишеструка рекордерка Југославији у више атлетских дисциплина:
- три пута у трчању на 60 метара од 8,0 до 7,7 секунди
- једном на 100 метара 12,2 секунде
- осам пута на 80 метара са препонама ос 12,0 до 11,0 секунди и
- једном у штафети 4 × 60 метара 29,8 секунди

Прва на Међународним студентски играма на 80 метара са препонама 1953. У Дортмунду и 1957. у Паризу.
Првакиња Југославије:
- 100 метара (1953)
- 80 метара са препонама (1953, 1955—58, 1961, 1963)
- штафета 4 × 100 метара (1951—55, 1963, 1965)
- штафета 4 × 200 метара (1963 и 1965)

У анкети Спортских новости из Загреба 1953. и 1955. проглашена је најбољом спортисткињом Југославије. У новинама је сарађивала од 1949 године. На загребачкој телевизији један је од оснивача спортске редакције и њен дугогодишњи уредник, а касније успешан спортски коментатор. У два мандата била је члан Југословенског олимпијског комитета., Извршног одбора за физичку културу Хрватске, вишегодишњи председник Секције спортских новинара Хрватске итд.
Године 1955. предала је Председнику Југославије Јосипу Брозу Титу штафету у име народа Хрватске.
Преминула је 26. децембра 2020. године у Загребу.